# Alice, Darling
Pour plus de détails, voir Fiche technique et Distribution.
Alice, Darling est un thriller canadien réalisé par Mary Nighy d'après un scénario d'Alanna Francis, sorti en 2023.
Le film a été présenté en avant-première au Festival international du film de Toronto  le 11 septembre 2022. Il sortira dans certaines salles le 30 décembre 2022 à Los Angeles, avant une large sortie plus tard le 20 janvier 2023, exclusivement dans les cinémas AMC.

## Distribution
- Anna Kendrick : Alice
- Kaniehtiio Horn : Tess
- Charlie Carrick : Simon
- Wunmi Mosaku : Sophie
- Mark Winnick : Marcus

## Production

### Tournage
Le tournage a eu lieu du 21 juin au 20 juillet 2021 à Toronto, dans la province d'Ontario.